# Просор, Рон
Рон Просор (ивр. רון פרושאור‎; род. 11 октября 1958) — израильский дипломат, писатель и журналист. В настоящее время посол Израиля в Германии. Ранее был постоянным представителем Израиля в ООН, послом Израиля в Великобритании и генеральным директором МИД Израиля.

## Биография
Просор служил в армии в качестве офицера в артиллерийском корпусе, дослужился до звания майора. Во время военной службы он получил свою степень бакалавра и магистра (с отличием) в области политологии в Еврейском университете в Иерусалиме.
В 1986 году он начал работу в Министерстве иностранных дел и работал в разных израильских посольств по всему миру. Участвовал в израильской делегации на переговорах, которые предшествовали саммиту в Кэмп-Дэвиде. В штаб-квартире МИД в Иерусалиме работал в отделе связей с Западной Европой, был заместитель генерального директора МИД.
В октябре 2004 года был назначен генеральным директором Министерства иностранных дел. В этой роли он служил во время размежевания до июня 2006 года. В ноябре 2007 года он был назначен послом Израиля в Великобритании. В 2011 году он был назначен послом Израиля в Организации Объединённых Наций.
Просор призвал провести первую в истории сессию Генеральной Ассамблеи ООН по антисемитизму, а также курировал принятие двух важных резолюций по вопросам предпринимательства и сельского хозяйства, которые прошли с подавляющим большинством голосов.
В июне 2012 года единогласно избран заместителем Председателя Генеральной Ассамблеи ООН, и стал вторым израильтянином на этой должности.
В июле 2014 года, во время заседания Совета Безопасности ООН по операции «нерушимая скала», Просор включил участникам заседания сирену воздушной тревоги, чтобы проиллюстрировать ситуацию в это время в разных городах Израиля, атакованных ракетами по ХАМАС.
Будучи послом Израиля в Великобритании, Просор публиковал многочисленные статьи в британской прессе и выступал в защиту Израиля на телевидении, включая ВВС и Sky News. Просор также выступал перед широким кругом аудитории по всей стране, в том числе в университетах и аналитических центрах.
Просор опубликовал много материалов в ведущих международных изданиях, в том числе Wall Street Journal и New York Times, и регулярно появляется на CNN, Fox News, MSNBC и др. Его статьи были опубликованы в The Wall Street Journal, The Huffington Post, The Daily Telegraph, The Times, The Sun, The Guardian.